# Arrondissement Avignon
Arrondissement Avignon je francouzský arrondissement ležící v departementu Vaucluse v regionu Provence-Alpes-Côte d'Azur. Člení se dále na 10 kantonů a 37 obcí.

## Kantony
- Avignon-Est
- Avignon-Nord
- Avignon-Ouest
- Avignon-Sud
- Bédarrides
- Bollène
- L'Isle-sur-la-Sorgue
- Orange-Est
- Orange-Ouest
- Valréas